# Санкт-Йоганн-ім-Понгау
Санкт-Йоганн-ім-Понгау — місто в Австрійській землі Зальцбург. Місто є адміністративним центром округу Санкт-Йоганн-ім-Понгау. 
Санкт-Йоганн-ім-Понгау на мапі округу та землі. 